# مزکنهاگن
مزکنهاگن (به آلمانی: Mesekenhagen) یک شهر در آلمان است که در فرپومرن-گرایفسوالد واقع شده‌است. مزکنهاگن ۱٬۰۰۸ نفر جمعیت دارد.